# Chet Lemon
Pour les articles homonymes, voir Lemon.
Chester Earl Lemon (né le 12 février 1955 à Jackson (Mississippi) et mort le 8 mai 2025 à Apopka (Floride)) est un joueur américain de la Ligue majeure de baseball qui évolue pour les White Sox de Chicago de 1975 à 1981 et pour les Tigers de Détroit de 1982 à 1990.
Voltigeur de centre, Chet Lemon est invité au match des étoiles de la Ligue majeure de baseball en 1978, 1979 et 1984. Il remporte la Série mondiale 1984 avec les Tigers.

## Carrière
Chet Lemon est le choix de première ronde des Athletics d'Oakland et 22e joueur sélectionné au total par un club du baseball majeur au repêchage amateur de juin 1972. Avant même d'avoir la chance de jouer pour Oakland, Lemon, qui évolue en ligues mineures, est le échangé aux White Sox de Chicago le 15 juin 1975 avec le lanceur gaucher Dave Hamilton, en retour du lanceur droitier Stan Bahnsen et du lanceur gaucher Skip Pitlock. Le 9 septembre suivant, Lemon fait son entrée dans les majeures dans l'uniforme des White Sox. Originellement un joueur de troisième but, Lemon n'impressionne guère les Sox par sa tenue en défensive au printemps suivant et on décide de l'utiliser comme joueur de champ extérieur. 
Il patrouille le champ centre des White Sox de 1976 à 1981. En 1977, Lemon réalise 512 retraits, un record de la Ligue américaine en une saison pour un joueur de champ extérieur. La marque tient toujours en 2014.
Lemon représente deux fois le club au match des étoiles, en 1978 et 1979. En 1977, il marque 99 points, un sommet personnel en carrière. 1978, il frappe pour ,300 de moyenne au bâton en 105 matchs. En 1979, il affiche sa plus haute moyenne au bâton en une année : ,318 en 148 parties jouées. Il mène aussi la Ligue américaine cette année-là avec 44 doubles, un record personnel qui s'ajoute à ses meilleurs totaux de coups sûrs (177) et de points produits (86). En 1980, sa moyenne au bâton descend à ,292 en 147 matchs joués mais frappe pour ,302 en 94 matchs en 1981. De 1979 à 1981, Lemon est aussi dans le top 10 de la Ligue américaine pour la moyenne de présence sur les buts,,.
Le 27 novembre 1981, Chicago échange Lemon aux Tigers de Détroit contre un voltigeur de gauche, Steve Kemp. Lemon joue les 9 saisons suivantes chez les Tigers et y complète sa carrière. En 1982, il est déplacé au champ droit alors que la recrue Glenn Wilson et Kirk Gibson se partagent le champ centre. Mais en 1983, Lemon est retourné au champ centre, où sa capacité à couvrir beaucoup de terrain peut être mise à profit : les balles frappées par l'adversaire le dépassent rarement à cette position et il effectue nombre d'attrapés spectaculaires. À partir de 1988 cependant, l'arrivée avec le club de Gary Pettis pousse définitivement Lemon au champ droit pour les dernières saisons de sa carrière.
En 1983, Lemon frappe 24 coups de circuit, son plus haut total en une saison, et en ajoute 20 autres en 1984 puis en 1987, deux saisons où les Tigers terminent au 1er rang de la division Est de la Ligue américaine. Il honore en 1984 sa 3e sélection au match des étoiles de mi-saison et termine l'année en remportant avec ses coéquipiers des Tigers la Série mondiale. Blanchi en 13 passages au bâton dans la Série de championnat de la Ligue américaine contre Kansas City, il se ressaisit en Série mondiale avec 5 coups sûrs, deux buts volés et un point produit en 5 matchs, durant lesquels il maintient face aux Padres de San Diego une moyenne au bâton de ,294. En 1987, il frappe un circuit dans la Série de championnat que Détroit perd aux mains des Twins du Minnesota.
À sa dernière saison en 1990, Lemon apprend qu'il est atteint de polyglobulie et sa volonté de jouer une autre saison est vaincue l'année suivante par cette maladie. En décembre 2001, les médecins craignent qu'il ne survive pas à une opération lorsqu'il est admis dans un hôpital de Floride, mais il récupère bien d'une ablation de la rate.
Chet Lemon a disputé 1 988 matchs dans le baseball majeur. Il a maintenu une moyenne au bâton de ,273 et une moyenne de présence sur les buts de ,355 en un peu plus de 15 saisons. Il compte 1 875 coups sûrs, dont 396 doubles, 61 triples et 215 circuits. Il a amassé 884 points produits et 973 points marqués. Sa moyenne défensive en carrière au champ centre s'élève à ,984 et a atteint un sommet de ,995 en 140 parties jouées à la position lors de la seule saison 1984.
Le fils de Chet Lemon, Marcus, est un joueur de baseball repêché par les Rangers du Texas en 2006 qui rejoint les clubs de ligues mineures affiliés aux Tigers de Détroit en 2012.